# Christopher Heyerdahl
Christopher Heyerdahl é um ator canadense, que teve papéis em muitos programas de televisão e filmes de destaque.

## Biografia
Christopher nasceu nas montanhas da British Columbia, é metade norueguês e metade escocês.[carece de fontes?] O falecido Thor Heyerdahl era seu primo.

### Carreira
Heyerdahl é conhecido por seu papel como Leonid no episódio The Thirteenth Floor de Are You Afraid of the Dark? e como Nosferatu no episódio Midnight Madness. Desempenhou o papel do demônio Alastair, em três episódios da série de TV Supernatural, o papel de Zor-El na série de televisão Smallville.